# Convertiplano
Un convertiplano, también conocido como aeronave de rotores basculantes o aeronave convertible,  es un aerodino de alas móviles dotada de alas fijas convencionales y propulsada por hélices cuyo eje de rotación es orientable, lo que la convierte en un híbrido entre el avión y el helicóptero.
Cuando la velocidad es lo suficientemente alta para que las alas generen la sustentación suficiente para mantener en vuelo la aeronave, el eje de rotación de las hélices se orienta paralelamente al eje longitudinal de la aeronave, proporcionando el empuje.
Cuando no lo es, las hélices se orientan con una cierta inclinación respecto eje longitudinal de la aeronave con el fin de que proporcionen no solo empuje, sino también sustentación. La orientación puede llegar hasta más de 90°, para así ayudar en el frenado de la aeronave con el fin de realizar un aterrizaje completamente vertical.
Esto confiere a los convertiplanos la capacidad de despegar y aterrizar verticalmente (VTOL), a la vez que les permite alcanzar mayores velocidades en vuelo horizontal que un helicóptero.

## Historia

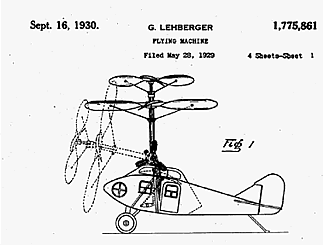
Patente original registrada el 28 de mayo de 1929

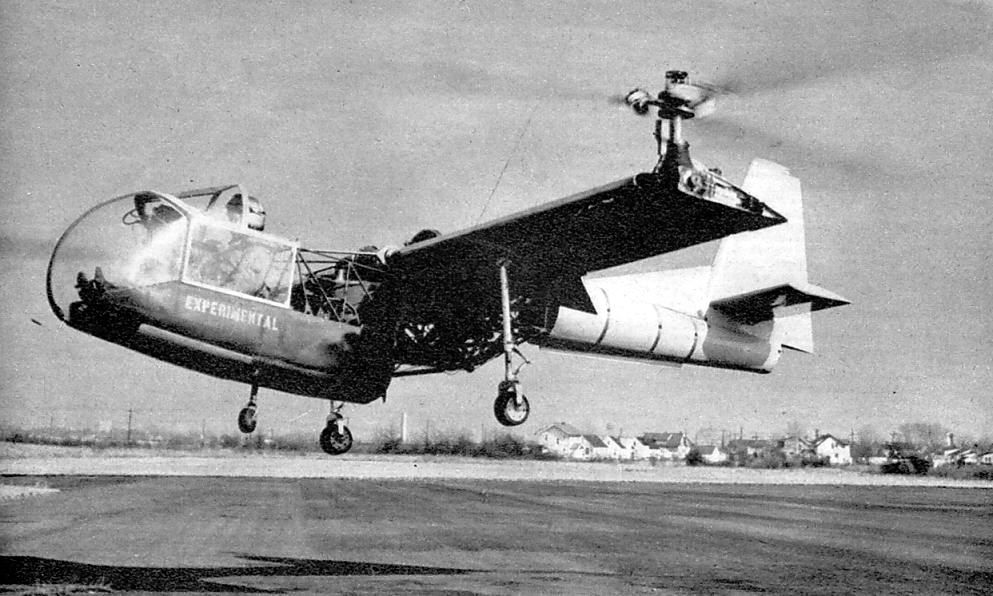
Transcendental Model 1-G en vuelo estacionario

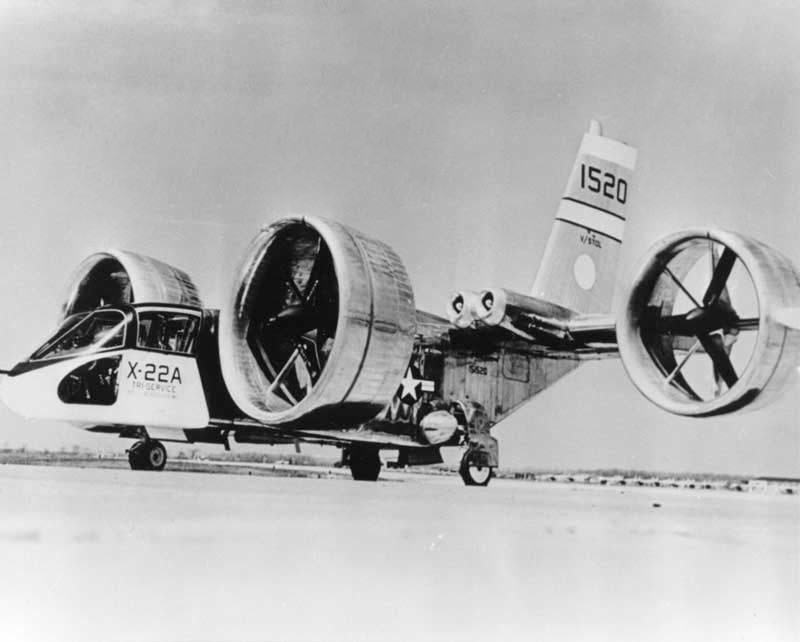
Bell X-22

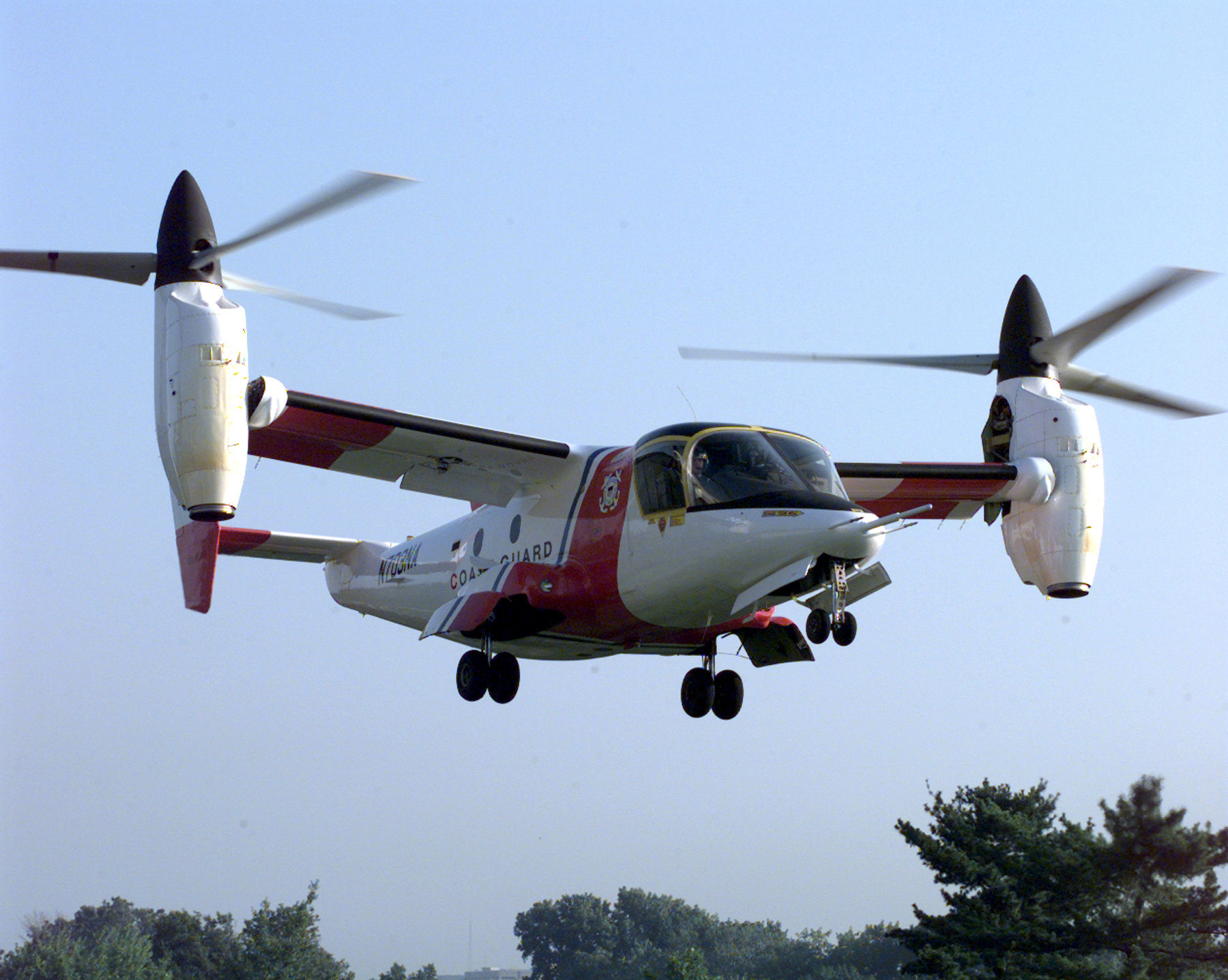
Un Bell XV-15 se prepara para aterrizar

El primer trabajo en la dirección de un rotor basculante (en francés «Convertible») parece haber tenido su origen alrededor de 1902, a manos de los hermanos franco-suizos Henri y Armand Dufaux, quienes obtuvieron una patente en febrero de 1904 y hicieron público su trabajo en abril de 1905.
Las ideas concretas para construir aeronaves de despegue y aterrizaje vertical (VTOL) utilizando rotores similares a los de los helicópteros se impulsaron aún más en la década de 1930. El primer diseño parecido a los modernos rotores basculantes fue patentado por George Lehberger en mayo de 1930, pero no desarrolló más el concepto. En la Segunda Guerra Mundial, Weserflug, en Alemania, ideó el concepto de su P.1003/1 alrededor de 1938, que se inclinaba hacia arriba con parte de las alas, pero no con todas, por lo que podría situarse entre los tiltrotores y los aviones basculantes. Poco después de un prototipo alemán, se desarrolló a partir de 1942 el Focke-Achgelis Fa 269, que se inclinaba hacia el suelo, pero nunca llegó a volar. Platt y LePage patentaron el PL-16, el primer avión rotor basculante estadounidense. Sin embargo, la empresa cerró en agosto de 1946 por falta de capital.
Los dos prototipos que llegaron a volar fueron el Transcendental Model 1-G monoplaza y el Transcendental Model 2 biplaza, ambos propulsados por un único motor alternativo. El desarrollo del Model 1-G comenzó en 1947, aunque no voló hasta 1954. El Modelo 1-G voló durante aproximadamente un año hasta que se estrelló en la bahía de Chesapeake el 20 de julio de 1955, destruyendo el prototipo, pero sin causar heridas graves al piloto. El Modelo 2 se desarrolló y voló poco después, pero la Fuerza Aérea de los Estados Unidos retiró la financiación en favor del Bell XV-3 y no voló mucho más allá de las pruebas de vuelo estacionario. El Transcendental 1-G es el primer avión de rotor basculante que ha volado y ha completado la mayor parte de la transición de helicóptero a avión en vuelo (hasta 10 grados de vuelo horizontal real).
Construido en 1953, el experimental Bell XV-3 voló hasta 1966, demostrando la solidez fundamental del concepto de rotor basculante y recopilando datos sobre las mejoras técnicas necesarias para futuros diseños.

Eficiencia de elevación de carga del disco VTOL

Un desarrollo tecnológico relacionado es el tiltwing. Aunque dos diseños, el Canadair CL-84 Dynavert y el LTV XC-142, fueron éxitos técnicos, ninguno entró en producción debido a otros problemas. Los rotores basculantes suelen tener una mejor eficiencia de vuelo estacionario que los alas basculantes, pero inferior a la de los helicópteros.
Un desarrollo tecnológico relacionado es el tiltwing. Aunque dos diseños, el Canadair CL-84 Dynavert y el LTV XC-142, fueron éxitos técnicos, ninguno entró en producción debido a otros problemas. Los tiltrotores suelen tener una mejor eficiencia en vuelo estacionario que los tiltwings, pero inferior a la de los helicópteros.
En 1968, Westland Aircraft presentó sus propios diseños, una pequeña aeronave experimental (We 01C) y un transporte de 68 plazas, el We 028, en la SBAC Farnborough Airshow.
En 1972, con financiación de la NASA y el Ejército de los Estados Unidos, Bell Helicopter Textron comenzó el desarrollo del XV-15, un avión de investigación bimotor con rotores basculantes. Se construyeron dos aviones para demostrar el diseño del rotor basculante y explorar la envolvente de vuelo operativa para aplicaciones militares y civiles.
En 1981, utilizando la experiencia adquirida con el XV-3 y el XV-15, Bell y Boeing Helicopters comenzaron a desarrollar el V-22 Osprey, un avión militar de doble turbohélice y rotores basculantes para la Fuerza Aérea de los Estados Unidos y el Cuerpo de Marines de los Estados Unidos.
Bell se asoció con Boeing para desarrollar un tiltrotor comercial, pero Boeing se retiró en 1998 y Agusta entró en escena con el Bell/Agusta BA609. Este avión fue redesignado como AW609 tras la transferencia de la propiedad total a AgustaWestland en 2011. Bell también ha desarrollado un vehículo aéreo no tripulado (UAV) con rotores basculantes, el TR918 Eagle Eye.
Rusia ha tenido algunos proyectos de rotores basculantes, en su mayoría no tripulados, como el Mil Mi-30, y ha iniciado otro en 2015.
Alrededor de 2005–2010, Bell y Boeing se unieron de nuevo para realizar un estudio conceptual de un Quad TiltRotor (QTR) más grande para el programa Joint Heavy Lift (JHL) del Ejército de los Estados Unidos. El QTR es una versión más grande, con cuatro rotores, del V-22, con dos conjuntos de alas fijas en tándem y cuatro rotores basculantes.
En enero de 2013, la FAA definió las normas sobre ruido de los rotores basculantes en EE. UU. para cumplir con las normas de la OACI. La certificación acústica costará 588 000 dólares, lo mismo que para un helicóptero grande. 
AgustaWestland afirma haber realizado en 2013 el vuelo libre de un tiltrotor eléctrico tripulado denominado Project Zero, con los rotores situados dentro de la envergadura.
En 2013, el director ejecutivo de Bell Helicopter, John Garrison, respondió a la decisión de Boeing de elegir a otro socio para el fuselaje del futuro sistema de transporte vertical del Ejército de los Estados Unidos indicando que Bell tomaría la iniciativa en el desarrollo del Bell V-280 Valor, con Lockheed Martin.
En 2014, el programa Clean Sky 2 (de la Unión Europea y la industria) concedió a AgustaWestland y sus socios 328 millones de dólares para desarrollar un «tiltrotor civil de próxima generación» Diseño para el mercado offshore, con Revisión crítica del diseño a finales de 2016. Los objetivos son secciones de alas basculantes, 11 toneladas métricas Peso máximo al despegue, capacidad para 19 a 22 pasajeros, primer vuelo en 2021, una velocidad de crucero de 300 nudos, una velocidad máxima de 330 nudos, un techo de 25 000 pies y un alcance de 500 millas náuticas.

## Convertiplanos
- Weserflug WP 1003
- XV-15
- V-22 Osprey
- AgustaWestland AW609
- BA609
- Focke Achgelis Fa 269[29]